# Петър Папакочев
Петър Георгиев Папакочев е български фотограф от края на ΧΧ век.

## Биография
Роден е на 8 януари 1913 година в окупирания по време на Балканската война южномакедонски град Битоля. В 1924 година семейството му бяга в България, където Петър Папакочев започва да чиракува при известния фотограф Дражко Дацов, чието ателие е в сградата на кинофакултета на днешния НАТФИЗ на улица „Раковска“ № 122. Папакочев първоначално започва да управлява сам ателието Фото „Дацов“, а по-късно става самостоятелен фотограф, като ателието му е на улица „Леге“ № 29. Първата му самостоятелна изложба, открита от Александър Балабанов, е през 1934 година в ресторант „Алказар“ (кафенето на Хотел „България“). Втората му изложба е в 1939 година във Варна и постига голям успех. Третата му изложба е открита на 2 юни 1943 година от Симеон Радев в малкия салон на Зала „България“.
През зимата на 1944 година при бомбардировките на София през Втората световна война са напълно унищожени ателието му на улица „Леге“ и архивът му. В същата година Папапкочев е мобилизиран към щаба на Първа българска армия и документира нейния боен път до края на войната на България срещу Нацистка Германия.
След войната Папакочев отваря фотографско ателие на улица „Княз Борис“ № 162. В 1950 година му е дадено званието „фотограф-художник“. През 1958 година мести ателието си на улица „Бачо Киро“ № 2, на ъгъла с „Дондуков“. Ателието добива голяма известност и спирката на трамвая става известна като „Фото Папакочев“. През 1988 година Папакочев прави в НДК голяма ретроспективна изложба на 300 свои фотопортрета.
Петър Папакочев умира в София в 1997 година.
В 2010 година на „Бачо Киро“ № 2 е поставена паметна плоча на ателието на Папакочев. В 2013 година в Зала „България“ в София е открита изложба „Личности на българската музикална класика“ по повод 100-годишнината от рождението на Петър Папакочев.
Синът му Георги Папакочев също е виден фотограф. Името „Петър Папакочев“ носи улица в софийския квартал „Манастирски ливади“ (Карта).